# 外卡
外卡（英語：wild card）是指体育竞赛中以非常规途径获得的参赛名额。持外卡的参赛者或参赛团体可能由于排位、报名时间等种种原因无法出现在正式的比赛名单中，但比赛的组织者仍以邀请等方式使他们也能够参赛。有外卡名额的体育项目有很多，如美國職業棒球大聯盟是拥有外卡制度的赛事（以美聯和國聯裡各取除分區冠軍外年度戰績最好的二名為準），而网球亦是经常发放外卡名额并创造出很多黑马的体育项目。
籃球有奧運資格賽，世界盃FIBA會邀請四隊沒打進的國家，若以實力考量，通常以歐錦賽和美錦賽裡差一點打進的國家居多，但例如2010土耳其世錦賽(世界盃的舊名)，2009年亞錦賽第四名黎巴嫩成為亞洲第一名得到外卡邀請名額的國家。